# Lotus Esprit Turbo Challenge
Lotus Esprit Turbo Challenge is een computerspel van het genre racespel. Het spel werd in 1990 uitgebracht voor diverse homecomputers van die tijd. Het spel bevat 32 racetracks en drie moeilijkheidsgraden. Er zijn 19 computertegenstanders (15 op 8 bit computers). Het doel van het spel is in de top tien te eindigen (top acht voor 8 bit). De finishpositie is bepalend voor de startpositie bij de volgende race. Bij de meeste races moet er gebruik worden gemaakt van de pitstop om voldoende brandstof te hebben om het einde te kunnen halen. 

## Platform
- Amiga (1990)
- Amstrad CPC (1990)
- Atari ST (1990)
- Commodore 64 (1990)
- ZX Spectrum (1990)

## Ontvangst
| Beoordeeld door                       | Jaar | Platform    | Score |
| ------------------------------------- | ---- | ----------- | ----- |
| Computer and Video Games (CVG)        | 1990 | Amiga       | 94%   |
| Crash!                                | 1991 | ZX Spectrum | 90%   |
| Zzap!                                 | 1991 | Amiga       | 90%   |
| Zero                                  | 1990 | Amiga       | 90%   |
| Amiga Action                          | 1992 | Amiga       | 90%   |
| Amiga Format                          | 1992 | Amiga       | 87%   |
| Sinclair User                         | 1991 | ZX Spectrum | 87%   |
| Sinclair User                         | 1992 | ZX Spectrum | 86%   |
| Power Play                            | 1991 | Amiga       | 71%   |
| ACE (Advanced Computer Entertainment) | 1991 | Amstrad CPC | 67%   |